# 野乃はなの
野乃 はなの（のの はなの、1989年2月2日 - ）は、日本のAV女優。
趣味・特技：料理。

## 略歴
- 2008年1月に『たわわな18歳 野乃はなの』でAVデビュー。

## 出演作品

### アダルトビデオ
2008年
- たわわな18歳（1月25日［セル］/1月12日［レンタル］、クリスタル映像）
- ぷるるんウェイトレス（2月8日［セル］/2月2日［レンタル］、クリスタル映像）
- 女乳（3月14日［セル］/3月8日［レンタル］、クリスタル映像）
- 爆乳メイド（4月11日［セル］/4月5日［レンタル］、クリスタル映像）
- ねぇ、Hしよっ（5月16日［セル］/5月10日［レンタル］、クリスタル映像）
- 爆乳ソープへいらっしゃい（6月13日［セル］/6月7日［レンタル］、クリスタル映像）
- feel（7月11日［セル］7月2日［レンタル］、クリスタル映像）
- 爆乳電マ潮吹きFUCK!!（8月8日［セル］/8月16日［レンタル］、クリスタル映像）
- 奇跡の美爆乳セルデビュー Icup95cm（9月13日、MOODYZ）
- 縛られる女 4時間15連発!!（9月26日、クリスタル映像）

2009年
- 野乃はなの THE BEST（5月29日、クリスタル映像）

### テレビ
- エロパラNight　（GyaOジョッキー、2007年12月18日放送分）

### オリジナルビデオ
- 極上娘（秘）劇場（2008年6月6日、竹書房）他出演:相崎琴音、花純

### イメージビデオ
- 裸体 超特大5時間スペシャル（2009年1月1日、Shuffle）他出演:桜井あみ、かすみりさ、美優千奈

### 撮影会
Pinkys〔ピンキーズ〕　2008年8月30日（土）